# منطقه آماری شرقی
منطقه آماری شرقی (به لاتین: Eastern Statistical Region) یک منطقهٔ مسکونی و آماری است که در مقدونیه شمالی واقع شده‌است. منطقه آماری شرقی ۳٬۵۳۹ کیلومتر مربع مساحت و ۱۷۴٬۸۷۷ نفر جمعیت دارد.

شهرداری‌های منطقه